# Lijst van voetbalinterlands Antigua en Barbuda - Jamaica (vrouwen)
Deze lijst van voetbalinterlands is een overzicht van alle officiële voetbalinterlands tussen de nationale vrouwenteams van Antigua en Barbuda en Jamaica. De landen hebben tot nu toe drie keer tegen elkaar gespeeld.

## Wedstrijden
| № | Plaats       | Datum            | Competitie                                | Wedstrijd                    | Uitslag |
| - | ------------ | ---------------- | ----------------------------------------- | ---------------------------- | ------- |
| 1 | Kingston     | 10 mei 2006      | CONCACAF Gold Cup 2006 kwalificatie       | Jamaica − Antigua en Barbuda | 10 − 0  |
| 2 | Saint John's | 5 oktober 2007   | Olympische Spelen 2008 kwalificatie       | Antigua en Barbuda − Jamaica | 0 − 12  |
| 3 | Kingston     | 25 augustus 2018 | CONCACAF W Championship 2018 kwalificatie | Jamaica − Antigua en Barbuda | 9 − 0   |

## Samenvatting
| Competitie                           | Totaal gespeeld | Winst Antigua en Barbuda | Gelijk | Winst Jamaica | Doelsaldo Antigua en Barbuda – Jamaica |
| ------------------------------------ | --------------- | ------------------------ | ------ | ------------- | -------------------------------------- |
| Olympische Spelen kwalificatie       | 1               | 0                        | 0      | 1             | 0 − 12                                 |
| CONCACAF W Championship kwalificatie | 2               | 0                        | 0      | 2             | 0 − 19                                 |
| Totaal                               | 3               | 0                        | 0      | 3             | 0 − 31                                 |